# Штралендорф
Штралендорф (нім. Stralendorf) — громада в Німеччині, розташована в землі Мекленбург-Передня Померанія. Входить до складу району Людвігслуст-Пархім. Центр об'єднання громад Штралендорф.
Площа — 12,02 км2. Населення становить 1357 ос. (станом на 31 грудня 2020).

## Галерея

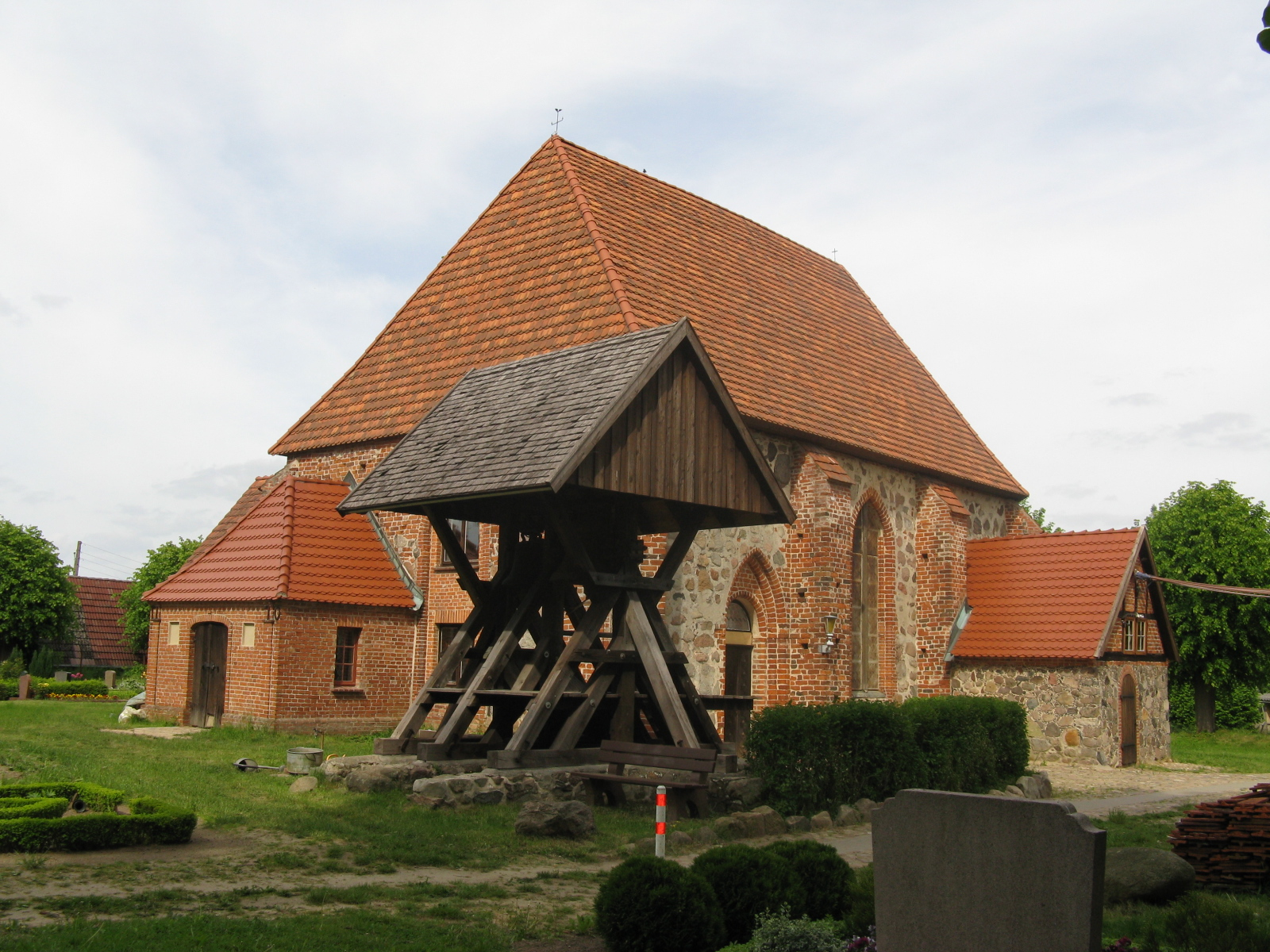